# Жимакс
Карло Франки (на италиански: Carlo Franchi Carlo Franchi), по-известен с псевдонима си „Жимакс“ („Gimax“) е бивш пилот от Формула 1. Роден на 1 януари 1938 г. в Милано, Италия.

## Формула 1
Карло Франки прави своя дебют във Формула 1 в Голямата награда на Италия през 1978 г. В световния шампионат записва 1 състезания като не успява да спечели точки, състезава се за отбора на Съртис.
Никога не използва истинското си име в състезателната си кариера. Неговият син Карло Франки Младши (Carlo Franchi Jr) също става състезател и започва да използва името „Жимакс“ („Gimax Jr“).